# Östra Rödklobb
Östra Rödklobb este o arie protejată (arie specială de conservare — SAC, sit de importanță comunitară — SCI) din Finlanda întinsă pe o suprafață de 12,42 ha, integral pe uscat.

## Localizare
Centrul sitului Östra Rödklobb este situat la coordonatele 60°14′24″N 19°29′13″E / 60.24°N 19.486944°E.

## Înființare
Situl Östra Rödklobb a fost declarat sit de importanță comunitară în octombrie 1995 pentru a proteja un număr necunoscut de specii din flora spontană și fauna sălbatică aflate în arealul zonei. Situl a fost protejat și ca arie specială de conservare în decembrie 2015.

## Biodiversitate
Situată în ecoregiunea boreală, aria protejată conține 2 habitate naturale: Taiga vestică, Dune de coastă fixe cu vegetație erbacee („dune gri”).
La baza desemnării sitului se află un număr nedeclarat de specii protejate.
Pe lângă speciile protejate, pe teritoriul sitului au mai fost identificate 3 specii de plante, 6 specii de păsări.